# Алекси Величков
Алекси Стоицов Величков е български политик, деец на Българската комунистическа партия.

## Биография
Величков е роден на 30 юни 1890 година в пограничното тогава село Цървище, Кочериновско. В 1912 година завършва в Кюстендилската гимназия, където става социалист. Учи българска филология в Историко-филологическия факултет на Софийския университет. В 1913 година става член на БРСДП (тесни социалисти). Завършва Школа за запасни офицери в София. Участва в Участва в Балканските и Първата световна война като командир на рота.
Впоследствие работи като учител в Дупница. От 1921 година е учител по литература в Горноджумайската гимназия. И на двете места развива комунистическа дейност и става сътрудник на окръжния комитет на БКП в Горна Джумая. Сподвижник на федералистите на Тодор Паница, като ги подкрепя през 1922 г. при т. нар. Неврокопска акция на ВМРО. След акцията успява да избяга в Гърция. От Солун под неговото ръководство нелегално се организира пренасянето на оръжие за комунистите в България. Преди Септемврийското въстание през 1923 г. се завръще в страната. Окръжният комитет на Комунистическата партия в Горна Джумая му възлага като запасен капитан, командването на Горноджумайския въстанически отряд от 126 души.
След разгрома на въстанието бяга в Кралството на сърби, хървати и словенци. По решение на задграничното ръководство на БКП заминава за СССР през 1926 г. Приет е за член на ВКП (б) в същата 1926 година. Преподава български език в Комунистическия университет на националните малцинства на Запада и в Партийната школа в Одеса. Участва в дейността на Международната организация за подпомагане на революционерите. Председател е на българската секция при Интерклуба на политемигрантите. От 1929 година е аспирант в Института за червена професура Москва, където в 1934 година защитава кандидатска дисертация. От 1936 година е старши научен сътрудник в Института по литература при Украинската академия на науките.
Като последица от Резолюцията на Коминтерна по македонския въпрос от 1934 година, задграничното бюро на БКП в Москва прави опит да създаде група, която да разработи план за проучване на въпроса за „македонския език и нация“ и да излезе с решение. В нея влизат Алекси Величков, Димитър Гачев и Дино Кьосев.
Арестуван е от съветските власти през 1937, но е освободен през 1938 година. По време на Втората световна война е евакуиран в Уфа, където умира.
Величков е автор на „Литературата, отразила революционния подем в България“ (1934, на руски), „Тарас Шевченко и българската литература през 60-70-те години на миналото столетие“ (1939) и на книга за Христо Смирненски.